# 올림픽 스타디움
올림픽 스타디움(Olympic Stadium)은 올림픽 개최를 목표로 만들어진 경기장이다.

## 하계 올림픽 스타디움
| 회     | 연도   | 사진 | 스타디움                                   | 원어명                                             | 도시                          | 나라           | 수용 인원 |
| ------ | ------ | ---- | ------------------------------------------ | -------------------------------------------------- | ----------------------------- | -------------- | --------- |
| 제1회  | 1896년 |      | 파나티나이코 스타디움                      | Παναθηναϊκό στάδιο                                 | 아테네                        | 그리스         | 80,000    |
| 제2회  | 1900년 |      | 벨로드롬 드 뱅센                           | Vélodrome de Vincennes                             | 파리                          | 프랑스         | 50,000    |
| 제3회  | 1904년 |      | 프랜시스 필드                              | Francis Field                                      | 세인트루이스                  | 미국           | 19,000    |
| 제4회  | 1908년 |      | 화이트 시티 스타디움                       | White City Stadium                                 | 런던                          | 영국           | 68,000    |
| 제5회  | 1912년 |      | 스톡홀름 올림픽 경기장                     | Stockholms Olympiastadion                          | 스톡홀름                      | 스웨덴         | 20,000    |
| 제7회  | 1920년 |      | 안트베르펜 올림픽 스타디움                 | Olympisch Stadion                                  | 안트베르펜                    | 벨기에         | 12,771    |
| 제8회  | 1924년 |      | 스타드 올랭피크 이브 뒤 마누아르           | Stade Olympique Yves-du-Manoir                     | 파리                          | 프랑스         | 45,000    |
| 제9회  | 1928년 |      | 암스테르담 올림픽 스타디움                 | Olympisch Stadion                                  | 암스테르담                    | 네덜란드       | 31,600    |
| 제10회 | 1932년 |      | 로스앤젤레스 메모리얼 콜리세움             | Los Angeles Memorial Coliseum                      | 로스앤젤레스                  | 미국           | 101,574   |
| 제11회 | 1936년 |      | 베를린 올림픽 스타디움                     | Olympiastadion                                     | 베를린                        | 독일           | 110,000   |
| 제14회 | 1948년 |      | 웸블리 스타디움                            | Wembley Stadium                                    | 런던                          | 영국           | 82,000    |
| 제15회 | 1952년 |      | 헬싱키 올림픽 스타디움                     | Olympiastadion                                     | 헬싱키                        | 핀란드         | 40,000    |
| 제16회 | 1956년 |      | 멜버른 크리켓 그라운드                     | Melbourne Cricket Ground                           | 멜버른                        | 오스트레일리아 | 100,000   |
| 제17회 | 1960년 |      | 올림픽 경기장                              | Stadio Olimpico                                    | 로마                          | 이탈리아       | 65,000    |
| 제18회 | 1964년 |      | 국립 가스미가오카 육상 경기장              | 国立霞ヶ丘陸上競技場                               | 도쿄                          | 일본           | 57,363    |
| 제19회 | 1968년 |      | 에스타디오 올림피코 우니베르시타리오       | Estadio Olímpico Universitario                     | 멕시코시티                    | 멕시코         | 83,700    |
| 제20회 | 1972년 |      | 뮌헨 올림픽 경기장                         | Olympiastadion München                             | 뮌헨                          | 독일           | 80,000    |
| 제21회 | 1976년 |      | 몬트리올 올림픽 경기장                     | Montreal Olympic Stiadium Stade olympique Montréal | 몬트리올                      | 캐나다         | 66,308    |
| 제22회 | 1980년 |      | 루즈니키 스타디움                          | Большая спортивная арена Олимпийского комплекса    | 모스크바                      | 소비에트 연방  | 103,000   |
| 제23회 | 1984년 |      | 로스앤젤레스 메모리얼 콜리세움             | Los Angeles Memorial Coliseum                      | 로스앤젤레스                  | 미국           | 93,607    |
| 제24회 | 1988년 |      | 서울올림픽주경기장                         | 서울올림픽주경기장                                 | 서울                          | 대한민국       | 69,950    |
| 제25회 | 1992년 |      | 몬주익 올림픽 경기장                       | Estadi Olímpic de Montjuïc                         | 바르셀로나                    | 스페인         | 70,000    |
| 제26회 | 1996년 |      | 센테니얼 올림픽 경기장                     | Centennial Olympic Stadium                         | 애틀랜타                      | 미국           | 85,000    |
| 제27회 | 2000년 |      | 스타디움 오스트레일리아                    | Stadium Australia                                  | 시드니                        | 오스트레일리아 | 114,714   |
| 제28회 | 2004년 |      | 아테네 올림픽 경기장                       | Ολυμπιακό Στάδιο "Σπύρος Λούης"                    | 아테네                        | 그리스         | 71,030    |
| 제29회 | 2008년 |      | 베이징 국가체육장                          | 国家体育场                                         | 베이징                        | 중화인민공화국 | 91,000    |
| 제30회 | 2012년 |      | 런던 올림픽 경기장                         | London Olympic Stadium                             | 런던                          | 영국           | 80,000    |
| 제31회 | 2016년 |      | 마라카낭 스타디움 (개폐회식, 축구)         | Estádio do Maracanã                                | 리우데자네이루                | 브라질         | 88,992    |
| 제31회 | 2016년 |      | 주앙 아벨란제 올림픽 스타디움 (육상, 축구) | Estádio Olímpico João Havelange                    | 리우데자네이루                | 브라질         | 60,000    |
| 제32회 | 2020년 |      | 도쿄 국립경기장                            | 国立競技場                                         | 도쿄                          | 일본           | 80,016    |
| 제33회 | 2024년 |      | 스타드 드 프랑스                           | Stade de France                                    | 파리 (경기장은 생드니에 위치) | 프랑스         | 81,338    |

## 동계 올림픽 스타디움
| 올림픽 | 스타디움                             | 도시                 | 나라           | 수용인원 |
| ------ | ------------------------------------ | -------------------- | -------------- | -------- |
| 1924   | 스타드 올랭피크 드 샤모니            | 샤모니               | 프랑스         | 45,000   |
| 1928   | 장크트모리츠 올림픽 아이스 링크      | 장크트모리츠         | 스위스         |          |
| 1932   | 레이크플래시드 스피드스케이팅 오발   | 레이크플래시드       | 미국           | 7,500    |
| 1936   | 올림피아 스키스타디온                | 가르미슈파르텐키르헨 | 독일           |          |
| 1948   | 장크트모리츠 올림픽 아이스 링크      | 장크트모리츠         | 스위스         |          |
| 1952   | 비셀트 스타디온                      | 오슬로               | 노르웨이       | 20,000   |
| 1956   | 스타디오 올림피카                    | 코르티나담페초       | 이탈리아       | 12,000   |
| 1960   | 블트 아레나                          | 스쿼밸리             | 미국           | 8,500    |
| 1964   | 베르기셀                             | 인스부르크           | 오스트리아     | 12,000   |
| 1968   | 템포래리 올림픽 스타디움             | 그르노블             | 프랑스         | 60,000   |
| 1972   | 마코마나이 오픈 경기장               | 삿포로               | 일본           | 30,000   |
| 1976   | 베르기셀                             | 인스부르크           | 오스트리아     |          |
| 1980   | 레이크플래시드 에큐에스트리안 경기장 | 레이크플래시드       | 미국           | 30,000   |
| 1984   | 아심 페르하토비치 하세 경기장        | 사라예보             | 유고슬라비아   | 50,000   |
| 1988   | 믁모혼 경기장                        | 캘거리               | 캐나다         | 38,205   |
| 1992   | 더아트레 데스 케레모니에스           | 알베르빌             | 프랑스         | 35,000   |
| 1994   | 리스갈드스백켄                       | 릴레함메르           | 노르웨이       | 35,000   |
| 1998   | 나가노 올림픽 스타디움               | 나가노               | 일본           | 30,000   |
| 2002   | 라이스-에클레스 스타디움             | 솔트레이크시티       | 미국           | 45,017   |
| 2006   | 스타디오 올림피코 디 토리노          | 토리노               | 이탈리아       | 28,000   |
| 2010   | BC 플레이스 스타디움                 | 밴쿠버               | 캐나다         | 54,500   |
| 2014   | 피시트 올림픽 스타디움               | 소치                 | 러시아         | 40,000   |
| 2018   | 평창 올림픽 스타디움                 | 평창                 | 대한민국       | 35,000   |
| 2022   | 베이징 국가체육장                    | 베이징               | 중화인민공화국 | 80,000   |